# فرانک لوک
فرانک لوک (انگلیسی: Frank Luck؛ زادهٔ ۵ دسامبر ۱۹۶۷) ورزشکار دوگانه اهل آلمان بود.